# فيرليتشون
فيرليتشون (بالفرنسية: Verlincthun)‏ هي بلدية تقع في إقليم باد كاليه من منطقة نور با دو كاليه في شمال فرنسا. تبلغ مساحة هذه المدينة 7.02 (كم²)، وترتفع عن سطح البحر 64 م، يبلغ عدد سكانها 364 نسمة حسب إحصاء المعهد الوطني للإحصاء والدراسات الاقتصادية سنة 2009 م. وترأس Christian Harlé البلدية خلال فترة (2008-2014).